# KB Pay

## 모든 금융을 한번에, 한손에, 한눈에 담다
KB Pay는 대한민국의 카드사인 KB국민카드가 운영하는 디지털 결제 플랫폼이다. 
KB Pay는 KB국민카드 앱카드의 업데이트 버전으로, 2020년 10월 출시되었다. 그로부터 2년 뒤인 2022년 9월 30일, 기존 KB국민카드 앱도 KB Pay 앱 하나로 통합되었다.
신용/체크카드 뿐 아니라 포인트리, 은행계좌, 상품권 등 다양한 결제수단을 등록하여 기존 신용카드 온/오프라인 가맹점에서 결제할 수 있다. 지갑 없이도 KB Pay 앱으로 바로 결제가 가능하다는 점이 가장 큰 장점이다. 안드로이드의 경우 삼성페이 방식으로도 결제가 가능하며 NFC, QR, 바코드 등 다양한 결제방식을 지원하고 있다. 아이폰의 경우 QR, 바코드로 이용 가능하다. 단, QR과 바코드 이용방식은 이용가능가맹점에서만 이용 가능하다. 이용가능가맹점은 KB Pay 앱 > 더보기 > 고객센터 > 이용가능가맹점 메뉴에서 확인 가능한데, 대표적으로 편의점과 대형마트 등이 있다.
KB Pay는 KB국민카드를 보유하지 않은 비회원도 가입가능하다. 포인트리와 은행계좌, 상품권포인트(도서문화상품권, 해피머니)를 등록하여 결제할 수 있다. 법인카드/개인사업자 기업카드도 이용 가능하다.
카드사 앱이지만, KB국민은행 뿐 아니라 다른 은행/증권/저축은행 등 금융기관별 계좌를 등록하여 송금 서비스를 이용할 수 있다. 앱에서 결제수단으로 등록하면 카드처럼 이용할 수 있다.

## 서비스 요약

### ■ KB Pay 하나로 KB국민카드, 자산, 주식까지
· 결제 금액 조회, 즉시결제, 금융(대출), 카드발급, 납부서비스 등
· 모든 KB국민카드 서비스를 이제 하나의 KB Pay 앱에서 이용해 보세요

### ■ Plus(홈)
· 1일 1회(출석체크) 랜덤 포인트리 지급, KB Pay로 결제 시(큽니버스) 랜덤 포인트리 지급 
· 맞춤형 이벤트와 제휴 이벤트를 한눈에
· 24시간 동안만 열람 가능한 컬럼을 한가지씩 소개(LongBlack)  

### ■ 자산
· KB는 물론 신한부터 네이버페이까지 내 모든 자산을 한눈에 
· 자신 그룹 통해 내가 원하는 자산만 보기
· 수수료 무료 및 연락처 송금 등 편리한 오픈뱅킹 송금 기능

### ■ 결제
· 카드는 기본! 은행 계좌, 상품권, 포인트리를 등록하여 카드처럼 간편하게 결제하세요
· 타임라인을 통해 이용 내역, 금융 내역, 자동 납부까지 확인을 하고
· 내가 이용한 내역을 누르면 나타나는 즉시결제, 더치페이, 메모작성 기능 등을 통해 합리적인 소비 관리를 해보세요 

### ■ 주식(KB증권)
· KB증권의 총 자산부터 나의 주식 까지 한눈에

### ■ 카드
· KB국민카드 앱에서 이용하던 전 메뉴를 KB Pay에서 한번에
· 카드 이용내역 조회, 즉시결제, 금융 서비스, 자동납부 등  

### ■ 한번 더 확인해주세요
· 본인 명의 휴대폰에서만 이용 가능하다.
· 안전한 금융거래를 위하여 최신버전 업데이트를 권장한다. 
· 출처, 보안 설정이 불분명한 무선랜(Wi-Fi) 사용은 지양해주세요.
· 이동통신망을 이용하시기 바란다.
· 탈옥, 루팅 등 임의 개조한 단말기에서는 이용이 불가하다.
· 데이터를 이용하여 앱 다운로드/이용 시 이용료가 발생할 수 있다.

### ■ 편리한 사용을 위한 최소한의 권한을 요청합니다

#### [필수 권한]
· 전화: 휴대폰번호 확인
· 저장공간: 앱 컨텐츠 저장

#### [선택 권한]
· 카메라: KB Pay 결제, 인증을 위한 QR코드 촬용, 카드 등록
· 위치정보: 위치기반 혜택정보 제공, 스마트오더
· 주소록: 국내 연락처 송금 
· 다른 앱 위에 표시: Edge Panel 기능 사용 시
* 선택 항목의 접근 권한은 고객님께 더 나은 서비스를 제공하기 위해 사용된다. 허용하지 않으셔도 해당 기능 외 앱 이용이 가능하다.
* 접근권한 설정은 [설정>KB Pay] 메뉴에서 변경 가능하다.

### ■ KB Pay는 고객님의 말씀을 경청합니다
· 다양한 채널을 통해 자세한 안내를 받으실 수 있다.
· KB국민카드 홈페이지 (www.kbcard.com) 
· KB국민카드 콜센터 (1588-1688 > 5번 > 0번)

## KB Pay 서비스 이용 대상
KB Pay가 지원되는 휴대폰은 안드로이드 5.0(lolipop) 이상, 아이폰은 10 이상의 버전에서만 이용 가능하다. 
본인 명의의 스마트폰에서 만 14세 이상의 개인고객만 이용 가능하다. 법인 명의 스마트폰으로 개인회원 가입이 불가하다. 단, KB국민카드(체크) 회원에 한해서 만 14세미만 청소년도 이용가능하다.
KB Pay 오픈뱅킹(다른 기관 금융 서비스) 가입은 만19세 이상 내국인만 가입 가능하다.
안드로이드의 경우 삼성페이 방식으로 KB Pay에서 결제하고 싶다면, 삼성페이 앱에 로그인이 되어있어야 한다. 삼성페이 앱 업데이트 시 간혹 로그인이 풀려있는 경우가 있어 틈이 날 때마다 확인해보면 좋다. 삼성페이의 기술로 KB Pay에서 이용하는 방법이라 삼성페이 앱 로그인이 필수이다. 

## KB Pay 오픈뱅킹
오픈뱅킹 서비스는 국민카드사가 아닌 다른 금융기관(은행/증권 등)의 계좌를 등록하고 KB Pay에 결제수단으로 등록하여 결제할 수 있다.
송금/잔액조회가 가능한 금융상품의 경우 은행 앱을 대신하여 자산관리가 가능하다.
KB Pay 계좌를 등록하여 결제수단으로 이용하는 경우, 기본적으로 1회 600만원 & 1일 600만원 & 월간 총 2,000만원 까지 가능하다. 다른 앱에서도 오픈뱅킹 서비스를 이용할 경우 1일 1,0000만원까지 결제가능하므로, 갑자기 KB Pay 앱에서 계좌결제 시 한도초과가 되었다고 하면 다른 곳에서 1,000만원 이용한 건 아닌지 확인해볼 필요가 있다. 그런데 자산에 계좌를 등록했다고 해서 모두 결제가 가능한 것은 아니고, 결제수단에 해당 계좌를 꼭 추가해야 결제수단으로 이용가능하다.
KB Pay 송금 서비스는 모든 계좌 포함하여 1일 200만원, 1회 200만원이다. 결제처럼, 다른 앱에서도 오픈뱅킹 서비스를 이용할 경우 KB Pay 한도와 상관없이 총 1일 1,000만원까지 송금 가능하다. KB Pay 송금은 기본적으로 금액 상관없이 20회까지 무료로 송금할 수 있으며, 초과 시 500원씩 부과된다.
자산에 등록한 계좌 종류에 따라 일부 서비스가 제한될 수 있다. 예를 들어,  입출금계좌는 조회뿐 아니라 송금 및 결제까지 모두 가능한 반면 일부 예적금 계좌&펀드 계좌는 조회(상품명, 잔액, 거래내역 등)만 가능하다. 